# Czillen Am Grillen
Czillen Am Grillen – drugi album słubickiego zespołu Smagalaz. Ukazał się 1 kwietnia 2010 nakładem wytwórni Wielkie Joł.

## Lista utworów
Opracowano na podstawie źródła.
1. "Intro"
2. "Ekipa w studio"
3. "Memento melo" (gościnnie Siwydym)
4. "Chłopaki Nie Płaczą (EmoRap)"
5. "Moi ludzie RMX" (gościnnie Kodi, Kiełbasa, Miuosh, Kamelito, Jolez Bo, Chefkoch, Big Up Crew, Tede, Rzubish, Siwydym, Sage, Zgrywus, Rierstar Andrez, Pachanga, Rudy Rudeboy, SpeciaL, Wini, Rena, Kedyf)
6. "Kobita" (gościnnie Gosia B.)
7. "Oj wożę się (ah!oh!uh!)"
8. "Nigdy Cię nie zdradzę (Rap odyseja)"
9. "Czilen Am Grilen" (gościnnie Warszafski Deszcz)
10. "Unga Bunga" (gościnnie Jolez Bo)
11. "Jedno pytanie" (gościnnie Rena, Sage, Sobota)
12. "Zimna wojna" (gościnnie Gosia B.)
13. "Uwierz w siebie" (gościnnie Ange Da Costa)
14. Jaram jaram (Da Joint Pt.II) (gościnnie Kay)
15. "Jezu trza wstawać i pra!"
16. "Ważne" (gościnnie Gonix)
17. "Gdyby nie Niemce" (gościnnie Wini)
18. "Outro"